# Emen
Emen ist ein Ortsteil der Stadt Haren (Ems) im niedersächsischen Landkreis Emsland.

## Geografie und Verkehrsanbindung
Der Ort liegt nordöstlich des Kernbereichs von Haren. Die Ems fließt nördlich, westlich und südlich.

### Einwohnerentwicklung
| Jahr | Einwohner |
| ---- | --------- |
| 1659 | 52        |
| 1749 | 113       |
| 1833 | 130       |